# Paul-Émile Boutigny
Pour les articles homonymes, voir Boutigny.
Paul-Émile Boutigny, né le 10 mars 1853 à Paris où il est mort le 27 juin 1929, est un peintre, illustrateur et directeur de publication français.

## Biographie
Paul-Émile est le fils de Clothilde-Sophie Boutigny, couturière rue Coq-Héron, et d'un père non nommé. Sa mère s'en va vivre à Arras où il passe toute sa jeunesse. Plus tard, il s'installera à Wissant près de sa mère et y aura un atelier. En 1883, il est déclaré définitivement adopté par sa mère.
Il entre à l'école des Beaux-Arts et est l'élève d'Alexandre Cabanel.
Membre de la Société des artistes français, il expose au Salon régulièrement à partir de 1876 et est médaillé d'argent à l'exposition universelle de 1889 et à celle de 1900. Sa toile Surprise dans un village, Bonaparte en Italie fut exposée à Chicago en 1893.
Peintre d'histoire principalement militaire, auteur de quelques portraits de personnalités et de paysages — rares mais d'une excellente facture —, il est nommé chevalier de la Légion d'honneur en 1898 avec comme parrain Fernand Cormon.
Il est aussi le créateur en 1898 de la revue satirique, artistique et littéraire Cocorico qu'il fonde avec l'aide d'Alfons Mucha qui défend l'Art nouveau (publiée entre le 31 décembre 1898 et le 1er mai 1902, 63 numéros au total, le deuxième numéro porte la mention « 2e année »).
Il continue d'exposer après la Première Guerre mondiale, jusqu'à son décès en 1929.
Il a illustré les Chants du soldat (1888) de Paul Déroulède, ainsi que la collection « Héros de France » de Théodore Cahu ; ses toiles ont été gravées et reproduites de son temps par Goupil, entre autres.
Paul-Émile Boutigny est mort le 27 juin 1929 en son domicile situé dans le 17e arrondissement de Paris au 56 rue Nollet qui lui servait d'atelier outre Wissant. Il est inhumé au cimetière des Batignolles (12e division) et ses restes y reposent jusqu'à la fin de la concession en mars 1995 où ils ont été transférés probablement dans l'ossuaire du Cimetière du Père-Lachaise.

## Œuvres principales
Le musée des beaux-arts d'Arras possède une quinzaine d'œuvres (toiles et dessins) de Boutigny.
- Un épisode de l'Affaire de Quiberon (1881, salon de 1881)[7], le débarquement des royalistes en juin 1795, musée des beaux-arts et arts décoratifs de Mirande[8]
- Le Pousse-Café (1883)
- Boule de Suif (1884), peinture inspirée de la nouvelle Boule de Suif de Guy de Maupassant, musée des beaux-arts de Carcassonne[9]
- La Confrontation (salon de 1886)[10]
- Le 7e de ligne à l'assaut de Malakoff, mort du capitaine Pagès (salon de 1887), tableau destiné à la salle d'honneur du 7e régiment d'infanterie[11]
- Napoléon - La Bataille d'Aspern-Essling - Mort de Jean Lannes, Maréchal d'Empire (salon de 1894)
- Napoléon Bonaparte - La Révolte de Pavie (1895)
- Henri de La Rochejaquelein au combat de Cholet (salon de 1899), huile sur toile, musée d'art et d'histoire de Cholet
- Panorama de la bataille de Tourcoing, 18 mai 1794, commande de la ville de Tourcoing, salon de 1909[1]

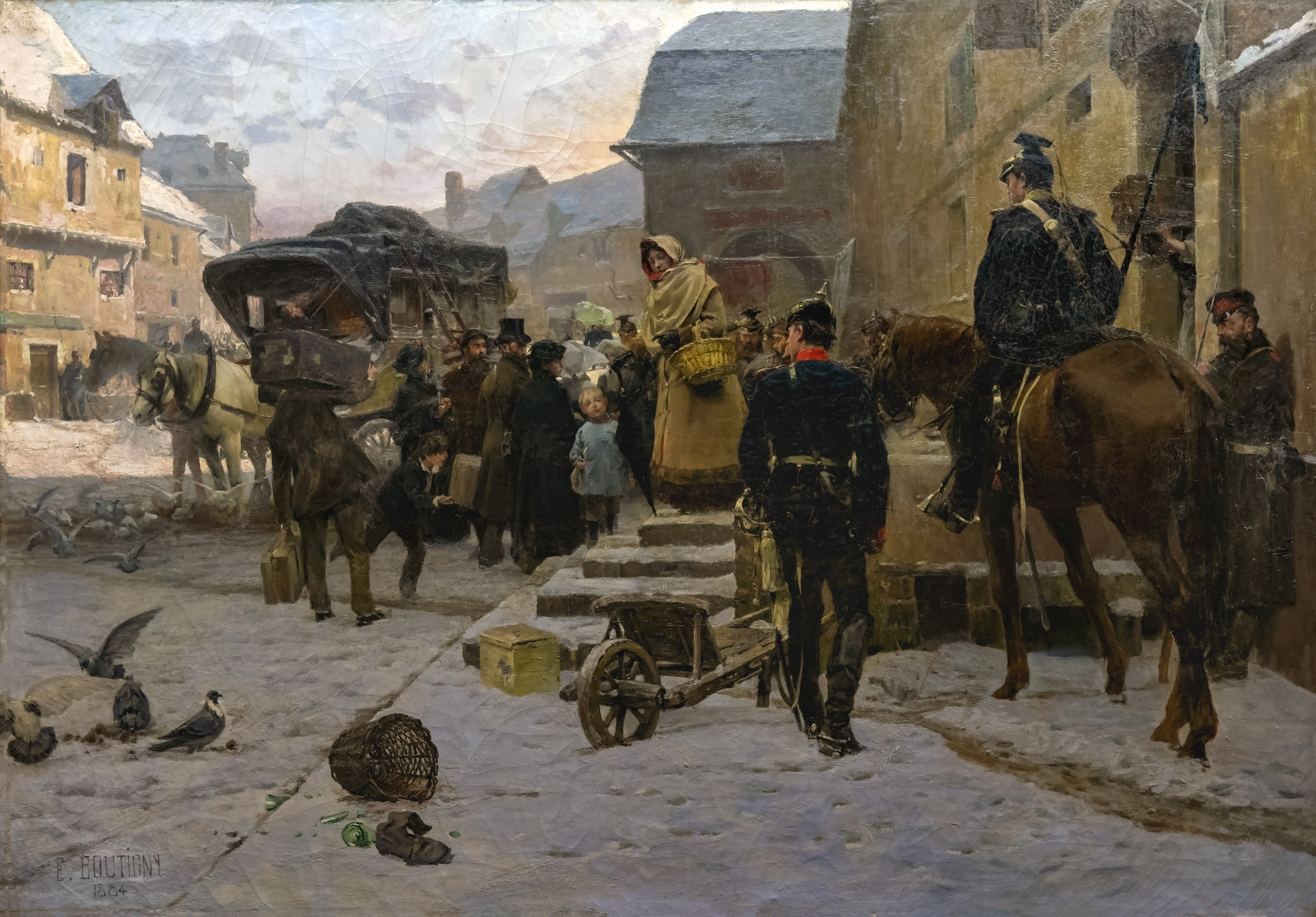
Boule de suif (1884)
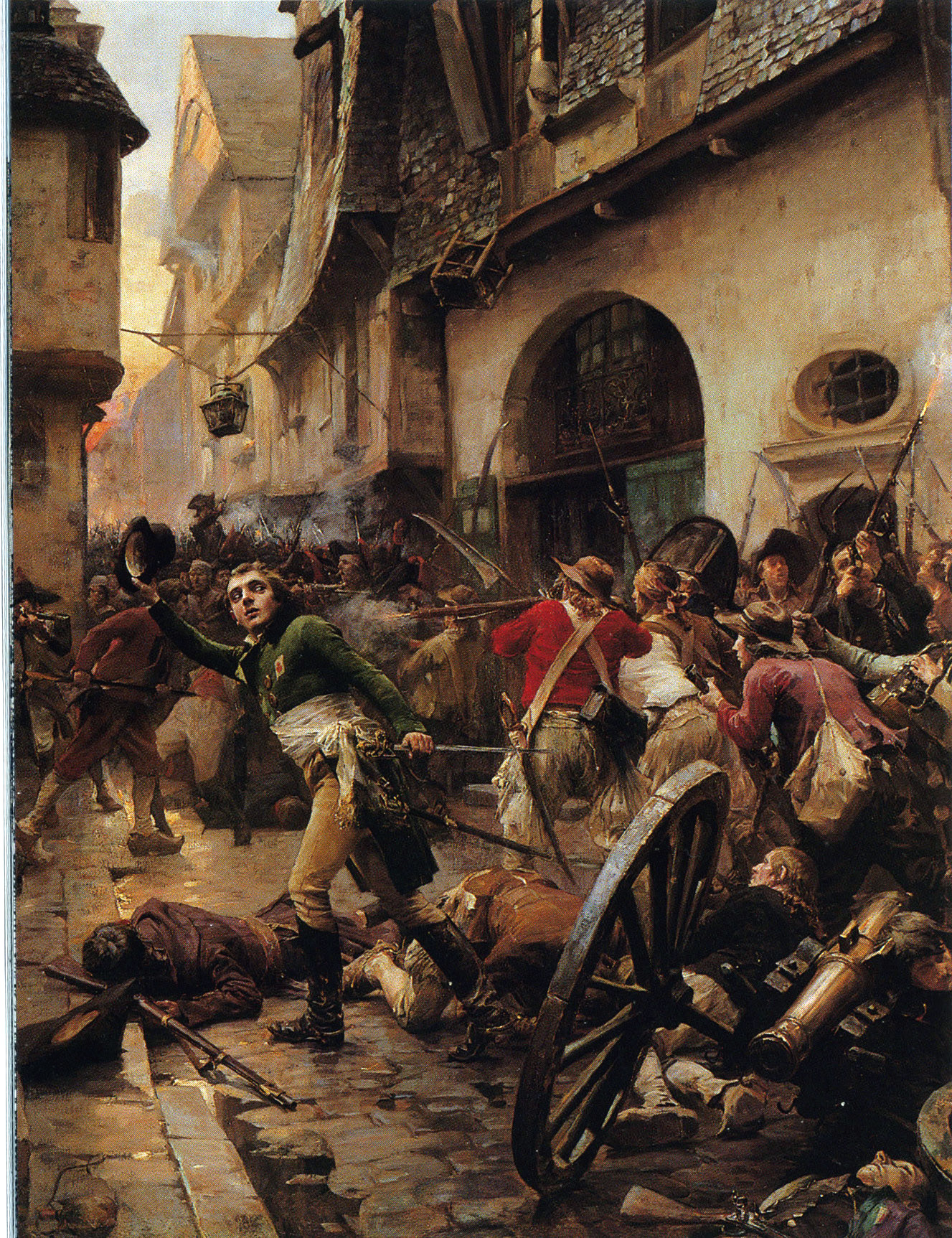
Henri de La Rochejaquelein au combat de Cholet (1899)